# Zamek w Chinon

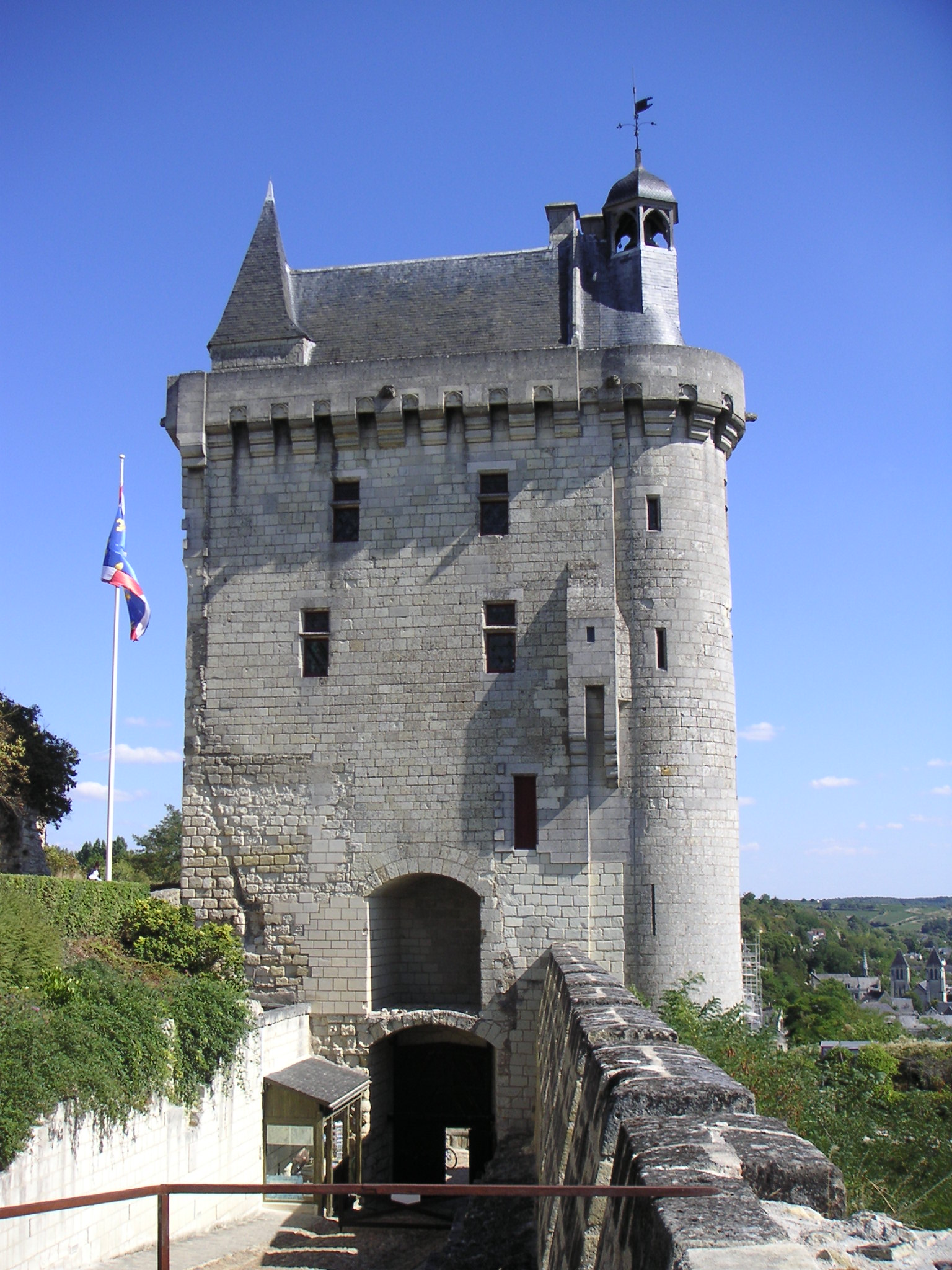
Wieża zegarowa

Zamek w Chinon (fr. Château de Chinon) – zamek w Chinon we Francji, zaliczany do zamków nad Loarą.

## Historia zamku
Najwcześniejsza wzmianka o twierdzy w Chinon pochodzi od Grzegorza z Tours, który opisuje oblężenie miasta, należącego wówczas do Wizygotów, przez gubernatora romańskiego w Galii, w 446 r. W X w. zamek należał do książąt Blois, którzy utracili go na skutek walk z książętami z Akwitanii. Potomek jednego z nich Henryk II Plantagenet, późniejszy król Anglii, rozbudował fortyfikację o fort Saint-Georges, wzmocnił i unowocześnił wieże i mury obronne. Po śmierci Henryka II w 1189 r., zamek przejął jego syn Ryszard I Lwie Serce, następnie młodszy brat Ryszarda – Jan bez Ziemi. W 1205 r. Filip II August odebrał Chinon, które stało się znowu francuskie. W 1308 w jednej z wież zamku byli więzieni przedstawiciele zakonu templariuszy (jednym z nich był Jakub de Molay), jadący na przesłuchanie do papieża Klemensa V, do Poitiers. Od 1425 r. zamek w Chinon był siedzibą Karola VII. W 1429 r. przybyła do zamku z tajną misją Joanna d’Arc, gdzie miało miejsce jej pierwsze spotkanie z przyszłym królem Francji Karolem VII, gdzie miała go rozpoznać mimo przebrania króla za pazia. Ostatni właściciele, spadkobiercy kardynała Richelieu, doprowadzili zamek do ruiny. Zamek został uznany za pomnik historii i objęty ochroną już w roku 1840. W latach 2006–2009 kosztem 14,5 milionów euro odbudowano XV-wieczne apartamenty królewskie w środkowej twierdzy. Zachowane fragmenty twierdzy zostały odrestaurowane i udostępnione zwiedzającym.

## Opis zamku
To potężna, choć w większości zniszczona, warownia średniowieczna osadzona na skałach. Wysokie mury otaczają trzy odrębne zespoły obronne. W sumie tworzą one wydłużony czworobok o długości ok. 400 m i szerokości ok. 70 m. Wszystkie trzy fortece: Coudray, du Milieu (środkowa) i Saint-Georges, oddzielone są głębokimi fosami. Zachowała się też, prowadząca do jednej z fortec, wieża zegarowa, w której, za panowania Karola VII, znajdowały się królewskie komnaty. Aktualnie wieża mieści muzeum poświęcone Joannie d’Arc. Inna wieża (fr. Tour d'Argenton) zbudowana w XV wieku pełniła rolę więzienia. Kolejna Psia Wieża (XIII wiek) (fr. Tour des Chiens zgodnie z nazwą służyła jako psiarnia dla sfory psów królewskich.